# Zespół brachydaktylii przedosiowej Temtamy

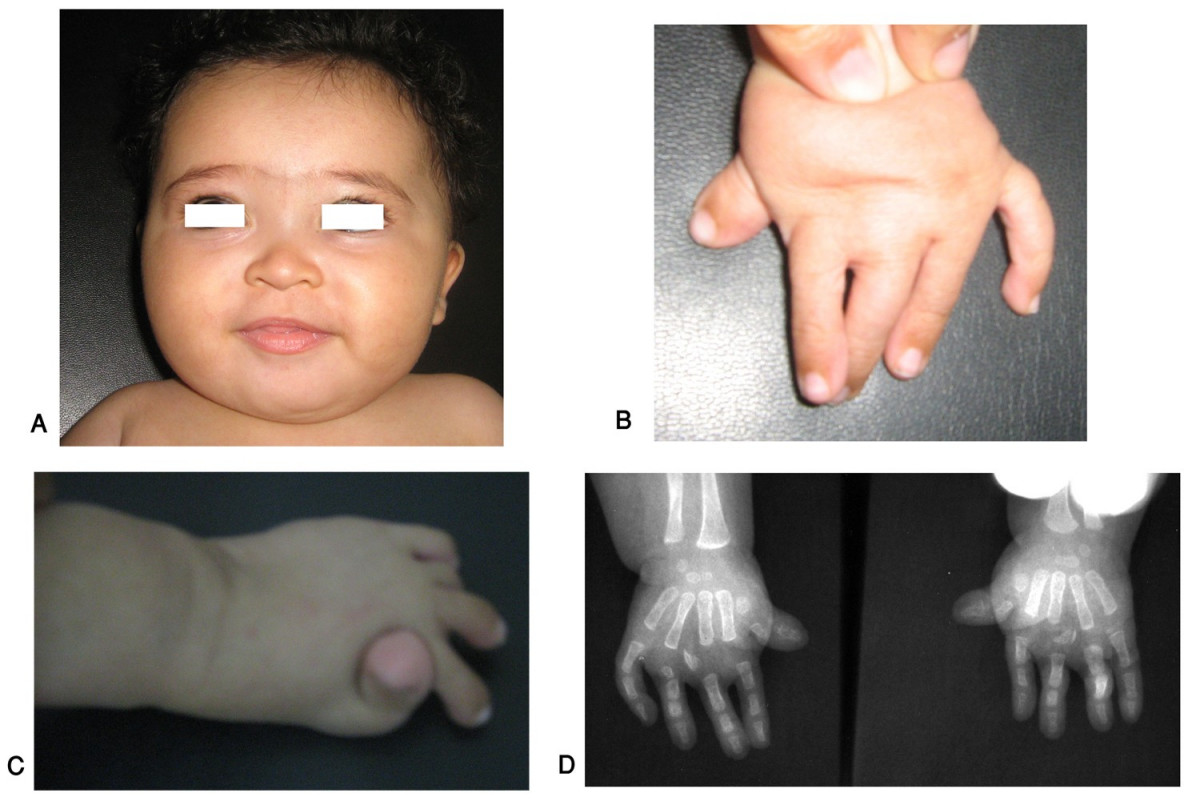
Dziecko z zespołem brachydaktylii przedosiowej Temtamy. A. Charakterystyczna, okrągła twarz B. i C. Polidaktylia przedosiowa dłoni i stóp. D. RTG uwidacznia polidaktylię i hiperfalangizm

Zespół brachydaktylii przedosiowej Temtamy (ang. Temtamy preaxial brachydactyly hyperphalangism syndrome) – zespół wad wrodzonych, charakteryzujący się opóźnieniem umysłowym, głuchotą czuciowo-nerwową, nieprawidłowym ukształtowaniem górnych środkowych siekaczy (ang. talon cusps), zahamowaniem wzrostu i nieprawidłowościami budowy kości palców pod postacią symetrycznej brachydaktylii przedosiowej i hiperfalangizmu palców 1.-3. Zespół został opisany przez egipską lekarz Samię A. Temtamy w 1998 roku. Zespół wymaga różnicowania z zespołem Rubinsteina-Taybiego i zespołem Mohra, a także zespołem Catela-Manzkego.
Nie należy mylić zespołu brachydaktylii przedosiowej Temtamy z typem A4 rodzinnej izolowanej brachydaktylii (typu II/V, określanego też jako typ Temtamy brachydaktylii, OMIM%112800).